# Go Ahead in het seizoen 1962/63
Het seizoen 1962/1963 was het negende jaar in het bestaan van de Deventerse betaaldvoetbalclub Go Ahead. De club kwam uit in de Eerste divisie en eindigde daarin op de tweede plaats, dit betekende rechtstreekse promotie naar de Eredivisie. Tevens deed de club mee aan het toernooi om de KNVB beker, hierin werd in de derde ronde verloren van MVV (1–2).

## Wedstrijdstatistieken

### Eerste divisie
|       | DHC   | DWS   | Eindhoven | Elinkwijk | Enschedese Boys | Excelsior | Fortuna | Limburgia | RBC   | Roda JC | SHS   | Sittardia | Veendam | Velox | VVV   |
| ----- | ----- | ----- | --------- | --------- | --------------- | --------- | ------- | --------- | ----- | ------- | ----- | --------- | ------- | ----- | ----- |
| Thuis | 2 – 2 | 2 – 0 | 4 – 1     | 5 – 2     | 3 – 0           | 4 – 0     | 2 – 1   | 2 – 0     | 1 – 1 | 11 – 1  | 2 – 0 | 2 – 3     | 1 – 0   | 3 – 3 | 2 – 0 |
| Uit   | 2 – 1 | 2 – 1 | 2 – 4     | 1 – 1     | 3 – 2           | 2 – 1     | 0 – 0   | 1 – 2     | 0 – 0 | 1 – 2   | 1 – 2 | 0 – 1     | 1 – 3   | 4 – 1 | 2 – 2 |

### KNVB beker
| 2e ronde                                               | Vlissingen                           | 3 – 5 (0 – 1) | Go Ahead                                                                                    |
| 16 december 1962 Plaats: Vlissingen Sportpark Irislaan | Rob Moens 62', 69' Jan de Nooyer 66' |               | 39' Gerrit Veldhuis 57' (pen.) Wim Bleijenberg 69', 90' Gerard Wüstefeld 74' Gerrit Niehaus |
| 3e ronde                                               | Go Ahead                             | 1 – 2 (0 – 1) | MVV                                                                                         |
| 30 april 1963 Plaats: Deventer Vetkampstraat           | Wim Bleijenberg 75'                  |               | 40' Chris Coenen 77' Gerard Bühler                                                          |

## Statistieken Go Ahead 1962/1963

### Eindstand Go Ahead in de Nederlandse Eerste divisie 1962 / 1963
| Stand | Gespeeld | Gewonnen | Gelijk | Verloren | Punten | Doelpunten voor | Doelpunten tegen |
| ----- | -------- | -------- | ------ | -------- | ------ | --------------- | ---------------- |
| 2e    | 30       | 17       | 7      | 6        | 41     | 69              | 36               |

### Topscorers
| #      | Naam                | Goal |
| ------ | ------------------- | ---- |
| 1.     | Wim Bleijenberg     | 20   |
| 2.     | Gerard Wüstefeld    | 11   |
| 3.     | Gerrit Niehaus      | 10   |
| 4.     | Chris Lefering      | 8    |
| 5.     | Joop Butter         | 7    |
| 5.     | Theo van Doorneveld | 7    |
| 7.     | Henk van Brussel    | 2    |
| 7.     | Jan-Willem Weijers  | 2    |
| 9.     | Anton Goedhart      | 1    |
| 9.     | Rolf Thiemann       | 1    |
| Totaal | Totaal              | 69   |

| #      | Naam             | Goal |
| ------ | ---------------- | ---- |
| 1.     | Wim Bleijenberg  | 2    |
| 1.     | Gerard Wüstefeld | 2    |
| 3.     | Gerrit Niehaus   | 1    |
| 3.     | Gerrit Veldhuis  | 1    |
| Totaal | Totaal           | 6    |

## Voetnoten
DHC ·
DWS ·
Elinkwijk ·
Enschedese Boys ·
Eindhoven ·
Excelsior ·
Fortuna ·
Go Ahead ·
Limburgia ·
RBC ·
Roda JC ·
SHS ·
Sittardia ·
Veendam ·
Velox ·
VVV